# Bahnhof Meran

Am Bahnhof Meran (italienisch Stazione di Merano) treffen die von Südosten kommende Bahnstrecke Bozen–Meran und die den Westen Südtirols erschließende Vinschgaubahn aufeinander. Als wichtigster Bahnhof eines der größten städtischen Zentren Südtirols weist er die zweithöchsten Fahrgastzahlen des Landes auf.

## Lage
Der Bahnhof befindet sich auf 302 m Höhe im Nordwesten der Stadt Meran, die ein wichtiger Verkehrsknotenpunkt für mehrere Täler der Umgebung ist. Das Stadtzentrum ist von hier aus schnell erreichbar. Ein Tunnel sorgt für eine direkte Anbindung an die Schnellstraße MeBo. Die zweite Meraner Station an der Bahnstrecke Bozen–Meran, der Bahnhof Meran-Untermais, liegt rund zwei Kilometer südlich.

## Geschichte
Ein erster Meraner Bahnhof wurde gleichzeitig mit der Localbahn von Bozen nach Meran von der Bahngesellschaft Bozen-Meraner Bahn errichtet und 1881 in Betrieb genommen. Er lag etwas südöstlich vom aktuellen Standort am heutigen Mazzini-Platz. Als die Actiengesellschaft Vinschgaubahn die Strecke von Meran nach Mals baute, erfolgten ein Abriss des alten Bahnhofs und eine Verlegung Richtung Nordwesten, wo dem 1906 neu eröffneten Bahnhof ein deutlich größeres Grundstück zur Verfügung stand. Dem Bedeutungszuwachs entsprechend wurden dabei ergänzende Bauten wie eine Werkstattremise, eine Lokomotivremise, ein Verwaltungsgebäude und eine Lagerhalle errichtet.  Von 1908 bis 1956 sorgte die Straßenbahn Meran für eine Verbindung zur Innenstadt.
1919 übernahmen die Ferrovie dello Stato Italiane den Bahnhof. In den 20er- und 30er-Jahren sowie nach 1960 wurden zahlreiche Zubauten auf dem Gelände verwirklicht, darunter zwei Wohnblöcke und ein Wasserturm. Auf das Ende des 20. Jahrhunderts datieren Umbauten im Aufnahmsgebäude.
Für die nähere Zukunft ist die Umgestaltung des Bahnhofsareals in ein Mobilitätszentrum geplant. Das Siegerprojekt eines entsprechenden Wettbewerbs wurde 2015 vorgestellt.

## Baulichkeiten

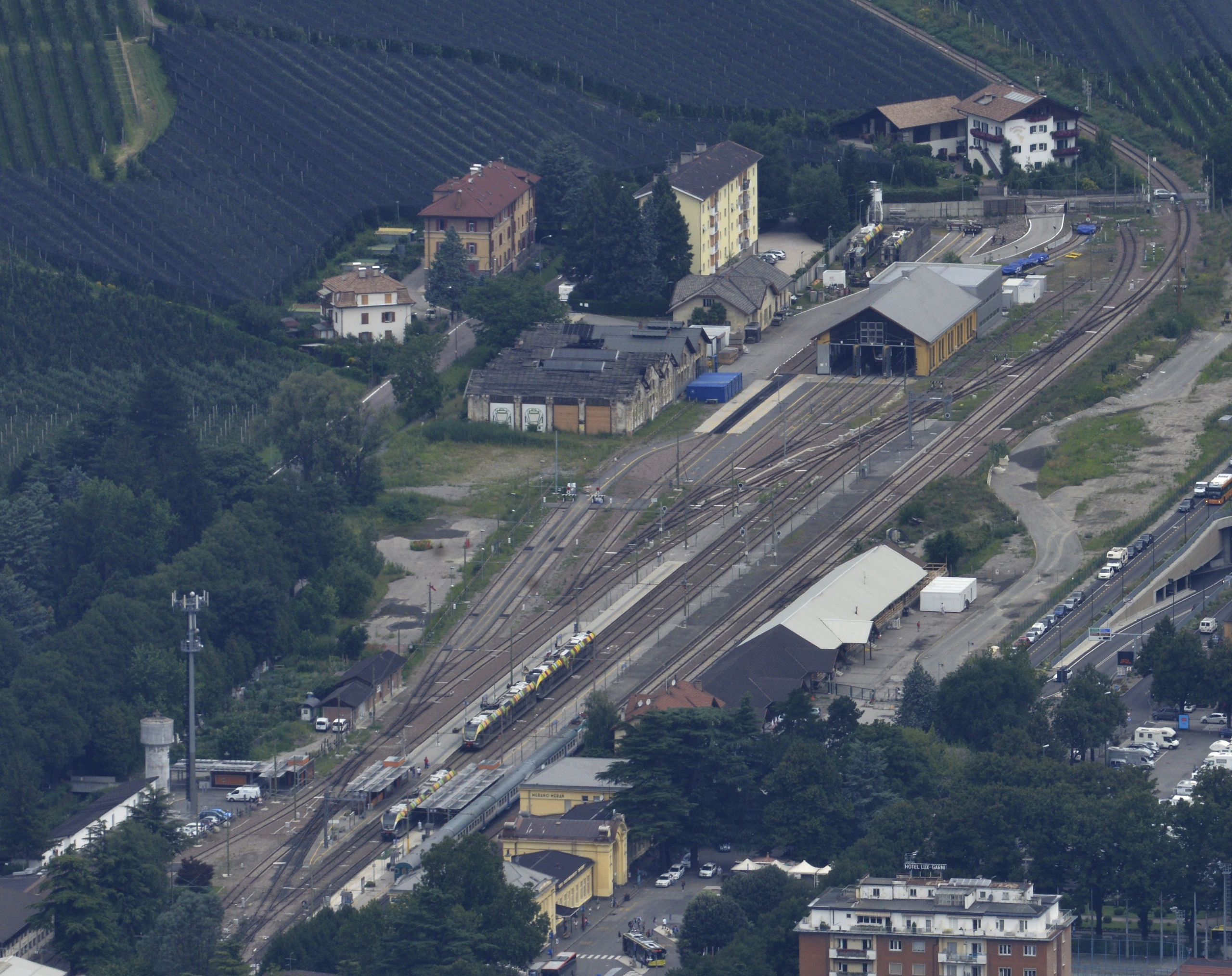
Bahnhofsgelände von Südosten gesehen

Das von Konstantin Ritter von Chabert entworfene Aufnahmsgebäude gilt als architektonischer Höhepunkt der historischen Bahnhöfe in Südtirol. Sein Projekt bediente sich der für die damalige Kurstadt typischen Formensprache des Historismus (und nicht, wie oft fälschlicherweise angenommen, des Jugendstils). Zentral befindet sich eine hohe Eingangshalle mit straßen- und gleisseitig je einem großen verglasten Rundbogen. Von der Eingangshalle führen nach beiden Seiten eingeschoßige Verbindungstrakte weg, die an ihren Enden jeweils von einem zweigeschoßigen Pavillonbau abgeschlossen werden. Die gleisseitigen Vordächer weisen verzierte Gusseisenstützen auf.
Seit 2004 steht das Aufnahmsgebäude unter Denkmalschutz.

## Funktion
Der Bahnhof Meran ist als Durchgangsbahnhof angelegt, seit der Elektrifizierung der Bahnstrecke Bozen–Meran im Jahr 1934 besteht jedoch gebrochener Verkehr. Somit enden oder beginnen alle die Station bedienenden Züge auch dort, alle von Bozen oder aus dem Vinschgau kommenden Fahrgäste mit anderen Zielen als Meran müssen umsteigen. Nach Elektrifizierung der Vinschgaubahn soll jedoch wieder durchgehender Betrieb stattfinden.
Bedient wird der Bahnhof Meran durch Regionalzüge der Trenitalia sowie der SAD.